# Attention (Charlie Puth)
Attention è un singolo del cantante statunitense Charlie Puth, pubblicato il 21 aprile 2017 come primo estratto dal secondo album in studio Voicenotes.

## Descrizione
L'idea originale è nata a Tokyo durante una pausa dal tour giapponese, nel quale Puth ha registrato una nota vocale sul proprio smartphone, per poi farla ascoltare a Miles Beard, amico del cantante e vicepresidente della Artist Partner Group, che, notandone il potenziale, gli ha consigliato di completarla il prima possibile. Come base musicale il cantante ha inizialmente creato una melodia lenta caratterizzata dalla presenza degli strumenti ad arco, ma dopo averla ritenuta «triste» e «depressa» ha preferito optare per sonorità più upbeat, utilizzando elementi soul e funk ispirati agli anni ottanta; non mancano anche influenze dance, già sviluppate precedentemente dall'artista con il singolo We Don't Talk Anymore.
Il testo, invece, tratta di come il cantante abbia capito che la propria partner vuole stare insieme a lui solo per cercare attenzioni anziché amarlo per ciò che egli è.

## Tracce
Download digitale
1. Attention – 3:31

Download digitale – Bingo Players Remix
1. Attention (Bingo Players Remix) – 2:24

Download digitale – Oliver Heldens Remix
1. Attention (Oliver Heldens Remix) – 3:22

Download digitale – Acoustic + Remixes
1. Attention (Remix) (feat. Kyle) – 3:38
2. Attention (Acoustic) – 3:26
3. Attention (Bingo Players Remix) – 2:24
4. Attention (Oliver Heldens Remix) – 3:22
5. Attention (Lash Remix) – 2:55
6. Attention (HUGEL Remix) – 4:36
7. Attention (David Guetta Remix) – 3:12

## Classifiche

### Classifiche settimanali
| Classifica (2017-24) | Posizione massima |
| -------------------- | ----------------- |
| Australia            | 10                |
| Austria              | 11                |
| Belgio (Fiandre)     | 15                |
| Belgio (Vallonia)    | 2                 |
| Bielorussia          | 106               |
| Bulgaria             | 2                 |
| Canada               | 6                 |
| Croazia              | 6                 |
| Danimarca            | 12                |
| Estonia              | 94                |
| Filippine            | 9                 |
| Francia              | 5                 |
| Germania             | 9                 |
| Irlanda              | 11                |
| Italia               | 10                |
| Libano               | 3                 |
| Lussemburgo          | 3                 |
| Moldavia             | 188               |
| Norvegia             | 13                |
| Nuova Zelanda        | 6                 |
| Paesi Bassi          | 20                |
| Polonia              | 3                 |
| Portogallo           | 3                 |
| Regno Unito          | 9                 |
| Repubblica Ceca      | 13                |
| Russia               | 1                 |
| Slovacchia           | 8                 |
| Slovenia             | 14                |
| Spagna               | 14                |
| Stati Uniti          | 5                 |
| Svezia               | 20                |
| Svizzera             | 6                 |
| Ucraina              | 1                 |
| Ungheria             | 4                 |
| Vietnam              | 47                |

### Classifiche di fine anno
| Classifica (2017) | Posizione |
| ----------------- | --------- |
| Brasile           | 84        |
| Islanda           | 29        |
| Classifica (2020) | Posizione |
| Corea del Sud     | 171       |
| Classifica (2023) | Posizione |
| Corea del Sud     | 193       |